# Angry Games - La ragazza con l'uccello di fuoco
Angry Games - La ragazza con l'uccello di fuoco (The Starving Games) è un film del 2013 diretto da Jason Friedberg e Aaron Seltzer.
Film parodia statunitense diretto da una coppia di registi già autori di altre pellicole simili.
In questa pellicola vengono citati e parodiati i film Hunger Games, Harry Potter e i Doni della Morte - Parte 2, Sherlock Holmes - Gioco di ombre, The Avengers, Avatar, Il grande e potente Oz, Lo Hobbit - Un viaggio inaspettato, I mercenari 2, i videogiochi Angry Birds e Fruit Ninja, la webserie The Annoying Orange, la canzone Gangnam Style del rapper sudcoreano Psy, la cantautrice americana Taylor Swift e la colonna sonora Safe & Sound che lei stessa ha scritto per Hunger Games.

## Trama
Per gli affamati cittadini del distretto 12 iniziano gli Starving Games, gioco in cui 24 ragazzi devono affrontarsi e di cui solo uno di loro rimarrà in vita. Vengono scelti come tributi Kantmiss e Peter Malarky. Intanto Dale rimane nel distretto, deluso perché innamorato di Kantmiss. Nell'arena si combatte duramente e con tecniche particolarmente strane. I giochi si concludono con la vittoria di Kantmiss che uccide tutti i suoi avversari, compreso l'innamorato Peter.

## Produzione
Il budget del film è stato di circa 4,5 milioni di dollari.
Le riprese sono durate un solo mese, essendo iniziate il 15 ottobre e terminate il 16 novembre 2012, e si sono svolte nello stato della Louisiana.

## Promozione
Il primo trailer viene diffuso online l'8 ottobre 2013.

## Distribuzione
La pellicola è stata distribuita nelle sale cinematografiche statunitensi a partire dall'8 novembre 2013 e dal 16 gennaio 2014 è stato distribuito nelle sale italiane dalla Lucky Red.

### Divieti
Il film è stato sconsigliato ai minori di 13 anni non accompagnati da un adulto (PG-13) negli Stati Uniti d'America ed in Canada, per la presenza di contenuto sessuale, nudità, violenza comica e linguaggio non adatto, mentre in Germania e Regno Unito è stato vietato ai minori di 12 anni.